# Tek na srednje proge
Tek na srednje proge je tekaška disciplina daljša od šprintov, kjer so razdalje med 800 m in 3000 m.

## Dolžine

### 600 m
Rekordi
|        | Ime                | čas     | kraj                 | datum          |
| ------ | ------------------ | ------- | -------------------- | -------------- |
| Moški  | Johnny Gray        | 1:12.81 | Santa Monica, ZDA    | 24. maj 1986   |
| Ženske | Ana Fidelia Quirot | 1:22.63 | Guadalajara, Španija | 25. julij 1997 |

### 800 m
Rekordi
|        | Ime                   | čas     | kraj    | datum          |
| ------ | --------------------- | ------- | ------- | -------------- |
| Moški  | David Rudisha         | 1:40.91 | London  | 9. avgust 2012 |
| Ženske | Jarmila Kratochvílová | 1:53.28 | München | 26. julij 1983 |

### 1000 m
Rekordi
|        | Ime                 | čas     | kraj    | datum             |
| ------ | ------------------- | ------- | ------- | ----------------- |
| Moški  | Noah Ngeny          | 2:11.96 | Rieti   | 5. september 1999 |
| Ženske | Svetlana Masterkova | 2:28.98 | München | 23. avgust 1996   |

### 1500 m
Rekordi
|        | Ime                | čas     | kraj    | datum              |
| ------ | ------------------ | ------- | ------- | ------------------ |
| Moški  | Hicham El Guerrouj | 3:26.00 | Roma    | 14. julij 1998     |
| Ženske | Yunxia Qu          | 3:50.46 | Beijing | 11. september 1993 |

### Milja
Rekordi
|        | Ime                 | čas     | kraj   | datum           |
| ------ | ------------------- | ------- | ------ | --------------- |
| Moški  | Hicham El Guerrouj  | 3:43.13 | Rome   | 7. julij 1999   |
| Ženske | Svetlana Masterkova | 4:12.56 | Zürich | 14. avgust 1996 |

### 2000 m
Rekordi
|        | Ime                | čas     | kraj      | datum             |
| ------ | ------------------ | ------- | --------- | ----------------- |
| Moški  | Hicham El Guerrouj | 4:44.79 | Berlin    | 7. september 1999 |
| Ženske | Sonia O'Sullivan   | 5:25.36 | Edinburgh | 8. julij 1994     |

### 3000 m
Rekordi
|        | Ime          | čas     | kraj    | datum              |
| ------ | ------------ | ------- | ------- | ------------------ |
| Moški  | Daniel Komen | 7:20.67 | Rieti   | 1. september 1996  |
| Ženske | Junxia Wang  | 8:06.11 | Beijing | 13. september 1993 |

### 3000 m, prepreke
Rekordi
|        | Ime                      | čas     | kraj    | datum             |
| ------ | ------------------------ | ------- | ------- | ----------------- |
| Moški  | Saif Saeed Shaheen       | 7:53.63 | Bruselj | 3. september 2004 |
| Ženske | Gulnara Samitova-Galkina | 8:58.81 | Peking  | 17. avgust 2008   |